# Association des églises évangéliques mennonites de France
L'Association des églises évangéliques mennonites de France (AEEMF) est une association chrétienne évangélique d'églises mennonites en France. Elle est membre du Conseil national des évangéliques de France et de la Conférence mennonite mondiale. Son siège est situé à Montbéliard.

## Histoire
Les Mennonites, chassés de Suisse, s'installent en Alsace au XVIe siècle,. L’AEEMF a ses origines dans deux organisations : l’Association des églises mennonites de France, fondée en 1925, et les Églises mennonites de langue française, fondée en 1928. Les deux organisations ont fusionné en 1980 pour former l’Association des églises évangéliques mennonites de France. En 2023, elle devient membre du Conseil national des évangéliques de France .

## Statistiques
Selon un recensement de l’association d’églises, en 2022 elle aurait 31 églises et 2 100 membres.

## Croyances
Elle a une confession de foi mennonite et est membre de la Conférence mennonite mondiale et du Conseil national des évangéliques de France .